# Valentín Estrada
Valentín Estrada (1902 - Soyapango, 1987) fue un escultor salvadoreño, considerado el escultor nacional por el gobierno de El Salvador «ya que la mayoría de su obra fue erigida en sitios populares, accesibles a la gente y es el único que ha hecho de la escultura una forma de preservar la idiosincrasia y el costumbrismo.»

## Historia
Valentín Estrada Domínguez siendo hijo de Cosme Estrada y Olivia Domínguez, procreó once hijos, entre los cuales destacan Rodolfo Estrada, el cual siguió el legado de su padre.
Estrada, fue aprendiz en la Escuela de Escultura Yela Gunther en Guatemala. Entre el año 1918 y 1920 estudió en la Academia de San Fernando en Madrid España, y de 1920 a 1928 fue aprendiz de escultura y fundición de bronce del Taller La Guindalera en Madrid España.
Recibió en el año de 1972 de manos del Alcalde de San Salvador, el Premio Medalla Diego de Holguin.
Su obra la componen aproximadamente 250 esculturas, en su mayoría esculpidas en piedra. Entre las más importantes destacan: Atlácatl forjada en bronce, siete bustos en piedra y bronce de personalidades Salvadoreñas, La Diosa Minerva, el Obelisco y Medallón en el Parque Balboa y el Obelisco de Los Próceres.
Murió en la Ciudad de Soyapango en el año de 1987, en condiciones de extrema pobreza. En 1996, la editorial Abril Uno, publica un libro biográfico titulado Yo Atlácatl, Valentín Estrada Memorias de Un Escultor, redactado por el artista plástico Armando Solís.